# 旃陀罗·笈多二世
旃陀罗·笈多二世（Chandragupta Vikramāditya），漢文将其王号 Vikramāditya 譯为超日王，将其名字Chandragupta 译为月爱  ，古印度笈多王朝第三位君主（375年 - 415年在位）。在位期间，笈多王朝达到鼎盛时期，该时期也被认为是印度的黄金时代。
旃陀罗·笈多二世采取与南北邻国修好，集中力量征服印度西部的塞迦国家（起源自塞种人）的政策，合并了马尔瓦、古吉拉特等地，领土扩至阿拉伯海沿岸，控制北印度东西海岸的城市及港口，并将邬阇衍那作为行都。另外旃陀罗·笈多二世还大力提倡文化艺术，优待学者诗人。其宫中有九位著名学者，号称后宫“九宝”。这九位学者是：剧作家和诗人迦梨陀娑、天文学家彘日、名医丹文塔里、耆那教圣人克沙帕纳卡、字典学者阿马拉·辛哈、数学家桑库、诗人贝塔拉·巴塔和加塔·卡尔帕拉、文法学者瓦拉鲁奇。
统治期间，中国东晋高僧法显於西元399-412年访问了印度。

## 名称和称谓

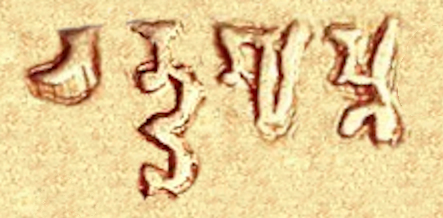
笈多文的旃陀罗笈多，Cha-ndra-gu-pta

旃陀罗笈多二世是该王朝第二位以“旃陀罗笈多”命名的统治者，第一位是他的祖父旃陀罗·笈多一世。正如他的硬币所证明的那样，他也被简称为“旃陀罗”。他的军官安罗迦尔达伐的桑吉铭文说，他也被称为提婆罗阇（Deva raja）。他的女儿波罗婆伐提笈多作为伐迦罗迦女王发布的记录称他为旃陀罗·笈多和提婆·笈多。提婆室利（IAST:Devaśri）是这个名字的另一种变体。:148德里铁柱铭文指出，旃陀罗国王也被称为“达伐”：如果这位旃陀罗国王被认定为旃陀罗笈多，那么“达伐（Dhava）”可能是国王的另一个名字。另一种可能性是，“Dhava”是一个常见名词“bhava”（有）的错误，尽管这不太可能，因为铭文的其余部分没有任何错误。:63-64
《毗湿奴普拉那书》中的一段文字表明，印度东海岸的主要地区——拘萨罗、奥德罗、多摩梨帝国和普里——与笈多人大约在同一时间被提婆罗克室陀人统治。由于一个名为提婆罗克室陀的模糊王朝似乎不太可能在笈多王朝时期强大到足以控制大片领土，一些学者，如达沙拉塔·沙尔玛，提出了“提婆-罗克室陀”（Devarakṣita）是旃陀罗·笈多二世的另一个名字。其他人，如甘古利，反对这一理论，认为这种识别是相当武断的，无法令人满意地解释。
旃陀罗笈多获得了Bhattaraka和Maharajadhiraja的头衔，并带有Apratiratha的绰号（“没有平等或对手”）。在他的后代塞建陀·笈多统治期间发行的苏比亚石柱铭文也称他为“Vikramaditya（超日王）”。其他一些著名的头衔，如三大洋之主和仙人国王（“婆罗门之王”），也被用来尊称旃陀罗·笈多二世。:52

## 早年生活
旃陀罗·笈多是沙摩陀罗·笈多和王后达陀提毗的儿子，正如他自己的铭文所证明的那样。:148根据笈多王朝的官方家谱，旃陀罗·笈多继承了父亲的王位。梵语戏剧《Devichandraguptam》结合其他证据表明，他有一个名叫罗摩·笈多的哥哥，在他之前登上了王位。在剧中，罗摩·笈多决定在被围困时将王后陀楼婆提毗交给塞迦敌人，但旃陀罗·笈多伪装成王后前往敌人营地并杀死了敌人。不久之后，旃陀罗·笈多废黜了罗摩·笈多，成为了新国王。:479现代历史学家对这种叙事的历史性存在争议，一些人认为它是基于真实的历史事件，而另一些人则认为它是一部虚构的作品。:51

## 统治时期
旃陀罗·笈多二世的马图拉柱铭文（以及其他一些笈多铭文）提到了两个日期：一些历史学家认为其中一个日期表示国王的统治年份，而另一个日期则表示笈多日历时代的年份。:169然而，印度学家哈利·福尔克在2004年提出理论，认为早期学者认为的统治年实际上是kālānuvarttamāna系统的日期。:171根据福尔克的说法，kālānuvarttamāna系统是迦腻色迦一世皇帝建立的贵霜帝国历法时代的延续，他的加冕可以追溯到公元127年。Kushana时代在100年后重新开始计数（例如，100年后的年份是1，而不是101）。:168-171
马图拉铭文的日期部分是（IAST）：:169
candragupta-sya vijarajya-saṃvatsa[re] ... kālānuvarttamāna-saṃvatsare ekaṣaṣṭhe 60 ... [pra]thame śukla-divase paṃcāmyaṃ
kālānuvarttamāna-saṃvatsare之前的字母在铭文中被磨损，但历史学家彭达卡尔（1931-1932）将它们重建为gupta（笈多），并将gupta-kālānuvarttamāna-saṃvatsare翻译为“笈多时代之后的一年”。他把整个句子翻译成：:169-170
……旃陀罗·笈多……年代……在笈多时代后61年第一个（Ashadha）明亮的一半的第五。
历史学家西尔卡尔（1942）将丢失的字母恢复为“[paṃ]“cāme”（“第五”），并得出结论，铭文的日期为旃陀罗·笈多的第五个统治年。:170缺失的字母也被解读为“prathame”（“第一”）。根据这些解释，铭文的时间为笈多时代的第61年，即旃陀罗·笈多的第一个或第五个执政年。假设笈多时代开始于公元319-320年左右，那么旃陀罗·笈多统治的开始可以追溯到公元376-377年或公元380-381年。:52
福尔克同意缺失的字母表示一个数字年份，但认为西尔卡尔的解读“仅仅是想象”，并指出缺失的字母“磨损得无法恢复”。:169-171
根据福尔克的说法，如果我们假设kālānuvarttamāna时代表示一个在一百年后重新开始计数的系统，那么这种差异可以得到令人满意的解释。夜叉铭文可追溯到笈多时代（约公元432年）的112年，对应于kālānuvarttamāna第5年。因此，鸠摩罗·笈多时代使用的kālānuvarttamāna时代一定始于公元432-5=427年。佛像基座铭文中提到的年份也表明，这个时代大约是公元426年至427年。:172-173由于kālānuvarttamāna系统每100年重新开始计数一次，因此旃陀罗·笈多统治时期使用的kālánuvarttamaāna时代一定始于公元327年。因此，马图拉铭文可以追溯到公元327+61=约388年。:173虽然福尔克的理论并没有显著改变笈多的年表，但它意味着马图拉铭文的日期不能用来确定旃陀罗·笈多统治的开始。:173
桑吉铭文的日期为公元412-413年（笈多时代93年），是最后一个已知的旃陀罗·笈多铭文。他的儿子鸠摩罗·笈多在公元415-416年（笈多时代96年）登上了王位，因此旃陀罗·笈多的统治一定在公元412-415年的某个时候结束了。:64

## 军事生涯
旃陀罗·笈多的外交部长毗罗舍那的乌达亚吉里铭文表明，国王有着杰出的军事生涯，上面说，他“买下了地球”，用他的力量为之付出代价，并将其他国王贬为奴隶。:52-53他的帝国似乎从西部的印度河口和巴基斯坦北部延伸到东部的孟加拉地区，从北部的喜马拉雅山麓延伸到南部的讷尔默达河。:480
众所周知，旃陀罗·笈多的父亲沙摩陀罗·笈多和他的儿子鸠摩罗·笈多一世曾表演马祭，以宣扬他们的军事实力。在20世纪，瓦拉纳西附近发现了一匹马的石像，并将其铭文误读为“Chandramgu”（被认为是“Chandragupta”），这引发了人们的猜测，即旃陀罗·笈多也进行了马祭。然而，没有实际证据支持这一理论。:59

### 西萨特拉普王朝
历史和文学证据表明，旃陀罗·笈多二世在对抗统治印度中西部的西萨特拉普王朝（也称为塞迦）方面取得了军事成功。:53旃陀罗·笈多的父亲沙摩陀罗·笈多在阿拉哈巴德柱上的铭文将“Shaka-Murundas”列为试图安抚他的国王之一。:125有可能是沙摩陀罗·笈多将塞迦人贬为从属联盟，而旃陀罗·笈多则完全征服了他们。:54
毗罗舍那的乌达亚吉里铭文将他描述为巴连弗邑的居民，并表示他与寻求“征服全世界”的国王一起来到印度中部的乌达亚吉里。这表明旃陀罗·笈多在一次军事行动中到达了印度中部的乌达亚吉里。旃陀罗·笈多率领军队前往印度中部的理论也得到了公元412年至413年（笈多93年）安罗迦尔达伐的桑吉铭文的证实，据说他“在许多战斗中取得了胜利和名声，他的生计是通过为旃陀罗·笈多服务而得到保障的。”在印度中部还发现了公元401年至402年（笈多82年）旃陀罗·笈多的世袭王公沙那迦尼迦的铭文。在旃陀罗·笈多时期，统治该地区的唯一重要力量是西萨特拉普人，其统治得到了其独特货币的证明。西萨特拉普统治者发行的硬币在4世纪最后十年突然结束。:53这种类型的硬币在5世纪的第二个十年重新出现，其年代为笈多时代，这表明旃陀罗·笈多征服了西萨特拉普。:54
旃陀罗·笈多获胜的确切日期尚不清楚，但可以初步确定为397年至409年之间的某个时间。:91最后一枚4世纪的萨特拉普硬币——鲁德拉辛姆哈三世的硬币——可以确定为塞迦纪年310年或319年（硬币传说部分丢失），即388年或397年。:53旃陀罗·笈多的硬币，日期为409年，与萨特拉普硬币相似，萨迦的佛教精舍符号被迦楼罗的笈多符号所取代。:91
文学证据也证实了旃陀罗·笈多对西萨特拉普人的胜利。梵文戏剧《Devichandragupta》的历史性存在争议，该剧讲述了旃陀罗·笈多的哥哥罗摩·笈多在被围困时同意将他的王后陀楼婆提毗交给一位塞迦酋长，但旃陀罗·笈多伪装成王后前往敌营，杀死了塞迦酋长。:54旃陀罗·笈多拥有维克拉玛蒂亚的头衔，几个印度传说中提到了击败塞迦的国王维克拉玛蒂亚。一些现代学者提出理论，认为这些传说可能是基于旃陀罗·笈多战胜塞迦人。:54
由于他战胜了西萨特拉普人，旃陀罗·笈多一定将他的帝国扩展到了今天古吉拉特邦的阿拉伯海岸。:54

### 其他胜利

德里铁柱，上面有旃陀罗国王的铭文，被认为指的就是旃陀罗·笈多二世

德里的铁柱上刻有一位名叫“旃陀罗”的国王的铭文。:55现代学者普遍认为这位国王与旃陀罗·笈多二世有关，尽管这不能完全确定。:56
虽然有人提出了替代性标识，但有强有力的证据表明，铁柱铭文中的旃陀罗是旃陀罗·笈多二世：:480
旃陀罗·笈多的硬币将他称为“旃陀罗”。:480
根据铁柱铭文，旃陀罗是毗湿奴的信徒。:55旃陀罗·笈多也是一个毗湿奴派，在笈多的记录中被描述为Bhagvata（毗湿奴的奉献者）。:58
据说这根铁柱是由旃陀罗国王为纪念毗湿奴而在一座名为毗湿奴帕德的山上竖立的，但国王似乎在铭文雕刻前不久就去世了，因为铭文说“国王已经离开地球，去了另一个世界”。笈多皇帝塞建陀·笈多（旃陀罗·笈多的孙子）在其父库鸠摩罗·笈多一世去世后设立了一个类似的毗湿奴dhvaja（纪念毗湿奴的旗杆）。:58
根据他的乌达亚吉里铭文，旃陀罗·笈多进行了digvijaya（“征服各方”）运动。:480众所周知，他是一位强大的主权皇帝，这与铁柱铭文对旃陀罗国王的描述非常吻合，他“通过自己的手臂获得了世界上唯一的最高主权，并（享受）了很长时间”。:58
铁柱上的铭文说，旃陀罗的力量“让南大洋散发出阵阵清香”。这可能是指旃陀罗·笈多在征服了西萨特拉普王朝领土后将笈多统治扩展到阿拉伯海。阿拉伯海位于笈多帝国的南部，因此，在这种情况下，“南大洋”一词适用于它。:58
铁柱铭文上写着“他的名字叫旃陀罗，脸上挂着满月的荣耀”。这让人想起他的后代塞建陀·笈多的曼达索尔铭文，该铭文将旃陀罗·笈多描述为“笈多国王星系中的一个月亮，名字叫旃陀罗·笈多”。:148
铁柱铭文认为旃陀罗取得了以下胜利：:55
- 击败了文伽王国的联盟
- 在一场战争中穿越辛杜河（印度河）的“七面”，击败了巴里卡人。